# Rivière Clearwater (Saskatchewan)
Pour les articles homonymes, voir Clearwater.
La rivière Clearwater prend sa source au nord de la province de la Saskatchewan dans le bouclier canadien. Elle se jette dans la rivière Athabasca dans la province voisine de l'Alberta. Ce cours d'eau a joué un grand rôle dans la traite des fourrures et dans la construction du poste de traite de Portage La Loche et de la route vers le nord-ouest canadien.

## Géographie
La rivière Clearwater s’écoule sur 295 km. Elle prend sa source au nord de la province de la Saskatchewan, puis s'écoule vers le sud. Elle oblique vers l'ouest et passe juste au nord du village de La Loche avant d'entrer dans la province voisine de l'Alberta. Elle se jette dans la rivière Athabasca à Fort McMurray. Ce cours d'eau contribue au bassin fluvial du fleuve Mackenzie.

## Histoire
Plusieurs Nations amérindiennes vivent dans la vallée de la Clearwater, les Cris, Danezaa et les Tchipewyans.
En 1778, l'explorateur et cartographe américain Peter Pond explore cette région septentrionale et atteint le poste de traite de Portage La Loche. Au début du XIXe siècle le trappeur canadien-français, Alexis Bonami, originaire de la colonie de la rivière Rouge devient le responsable du poste de traite de Portage La Loche de par sa fonction de guide et chef d'équipage des convois de bateaux de fourrure pour la Compagnie de la baie d'Hudson.
Afin de préserver cette vallée, les autorités canadiennes ont créé le parc provincial de Clearwater River. En 1986, la rivière Clearwater est classée dans le réseau des rivières du patrimoine canadien et Portage La Loche comme lieu historique national du Canada.

### Liens externes

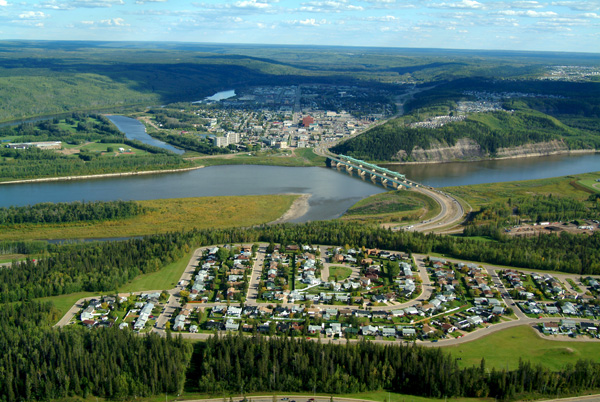
Confluence des rivières Athabasca et Clearwater à Fort McMurray.